# ستان (ملحن)
ستان (باليونانية: Stan)‏ هو كاتب أغاني ومغني وملحن يوناني، ولد في 1 أغسطس 1987 في أثينا في اليونان.